# Słowacka Republika Socjalistyczna

Symbol reprezentujący Słowację w herbie Czechosłowackiej Republiki Socjalistycznej

Słowacka Republika Socjalistyczna (SRS, słow. Slovenská socialistická republika, SSR) – oficjalna nazwa Słowacji używana od 1 stycznia 1969 do marca 1990. Jedna z części Czechosłowacji.

## Historia
Po praskiej wiośnie (1968) wszystkie reformy wprowadzone w Czechosłowacji zostały zatrzymane i cofnięte. Jedynym wyjątkiem było przekształcenie państwa w federację. Podzielono kraj na Czeską Republikę Socjalistyczną i Słowacką Republikę Socjalistyczną wprowadzając 28 października 1968 Prawo Konstytucyjne Federacji, które weszło w życie 1 stycznia 1969. Utworzono odrębne parlamenty dla Czech i Słowacji (odpowiednio Czeska Rada Narodowa i Słowacka Rada Narodowa), a parlament czechosłowacki przemianowano na Zgromadzenie Federalne i podzielono na dwie izby: Izbę Ludu (Sněmovna lidu / Snemovňa ľudu) i Izbę Narodów (Sněmovna národů / Snemovňa národov). Federalizacja kraju była tylko symboliczna – całkowita władza była w rękach partii komunistycznej. Potrojenie „parlamentu” służyło jedynie zwiększeniu liczby rządowych stanowisk dla jej członków.
Po upadku socjalizmu, w marcu 1990 Słowacką Republikę Socjalistyczną przemianowano na Republikę Słowacką.

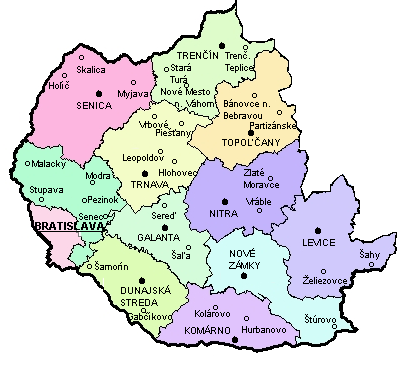
Kraj zachodniosłowacki
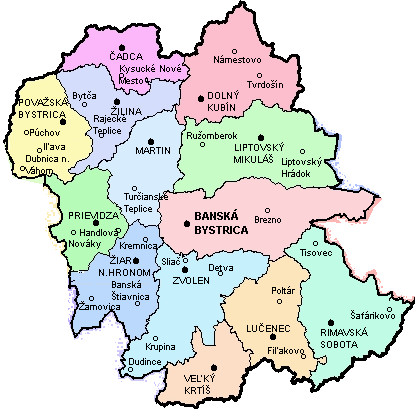
Kraj środkowosłowacki
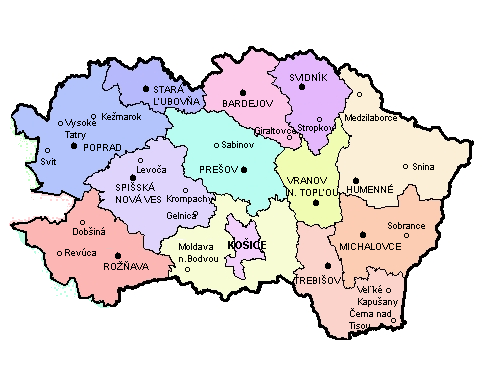
Kraj wschodniosłowacki